# Thomas de Coucy

Familienwappen Thomas’ von Coucy

Thomas de Coucy, auch Thomas de Marle, (* um 1073; † 1130 in Coucy) war ein Herr (Sire) von Coucy, Boves, La Fère, Vervins, Crépy, Pinon und Marle. Bis 1118 war er als Erbe seines Vaters Graf von Amiens. In den Chroniken wird er als tapferer, aber brutaler Fehdemann und Raubritter beschrieben. Aufgrund dieses Charakters wurde er auch „der rasende Wolf“ (le loup enragé) genannt.
Er war ein Sohn von Enguerrand I. de Coucy (Enguerrand de Boves; † um 1118), Graf von Amiens, und der Ada von Marle, einer Nichte des Grafen Ebles I. von Roucy.
Thomas nahm mit seinem Vater 1096 bis 1100 am Ersten Kreuzzug teil, wo er sich insbesondere bei den siegreichen Belagerungen von Nicäa und Jerusalem durch seinen herausragenden Mut einen Namen machte. Zusammen mit seinem Vater lag er im ständigen Streit mit den Bürgern, dem Vidame und dem Bischof von Amiens um die Herrschaftsrechte über die Stadt. 1112 war er in den Volksaufstand von Laon verwickelt und gewährte den Mördern des Bischofs Gaudry Schutz. Dafür wurde Thomas auf Drängen König Ludwigs VI. des Dicken im Dezember 1114 auf einem Konzil in Beauvais exkommuniziert und all seiner Ämter und der Ritterwürde für verlustig erklärt. Thomas verschanzte sich in der Burg Castillon, musste sich aber 1115 dem König unterwerfen und wurde lediglich mit einer Geldbuße bestraft.
Thomas nahm seine oppositionelle Haltung gegenüber dem König aber nach dem Tod seines Vaters wieder auf, da der König ihm das Erbe auf die Grafschaft Amiens verweigert und sie stattdessen dem Haus Vermandois zugesprochen hatte. Thomas verbündete sich mit den Grafen von Hennegau und St. Pol und tötete 1130 den Bruder des Grafen Rudolf I. von Vermandois, der daraufhin mit königlicher Zustimmung Thomas in der Burg Coucy belagerte und ihn im Kampf so schwer verletzte, dass er infolgedessen starb.

## Ehe und Nachkommen
Thomas war dreimal verheiratet. Seine erste Frau war Ida von Hennegau (⚭ um 1100; geschieden), Tochter von Graf Balduin II. von Hennegau. Ihre Kinder waren:
- Ida, ⚭ Alard de Chimay
- Beatrix († nach 1156), ⚭ Graf Érard III. von Breteuil († 1148 auf den Zweiten Kreuzzug)

Seine zweite Frau war eine Tochter des Grafen Roger von Montaigu. Die Ehe wurde 1104 wegen zu naher Verwandtschaft geschieden.
Die dritte Ehefrau war Melisende von Crécy († 1114), eine Tochter von Guido von Crécy-sur-Serre. Ihre Kinder waren:
- Mélisende (* um 1107)
- Enguerrand II. (* um 1110; † 1147/49), Herr von Coucy, Marle, Vervins, La Fère, Pinon und Crépy
- Robert I. († 1191, gestorben bei der Belagerung von Akkon), Herr von Boves, später Graf von Amiens

Siehe auch Haus Boves